# Fort-Liberté
Fort-Liberté er det administrative centrum i den haitianske Nord-Estprovins. Det er også hovedbyen i arrondissementet  af samme navn.
Fort-Liberé, der er en af Haitis ældste byer, blev grundlagt i 1578. Den franskdesignede by vender ud mod en bugt, hvorfra man kan komme til adskillige forter med båd, hvoraf den mest berømte er Fort-Dauphins, der blev b ygget i 1732. Der er to andre forter med udsigt til bugten – Fort-Lachatre og Fort-Laborque.
Byen hed engang Bayaha af indianerne og spanierne. Franskmændene kaldte den Fort-Dauphin (kaldes nu også for Fort St. Joseph) indtil de blev smidt ud i 1804, hvor byen fik sit nuværende navn.
Efter at Henri Christophe udråbte sig selv til kong Henri I af Haiti i 1811, omdøbte han byen til Fort-Royal, men efter hans ndød kom byen atter til at hedde Fort-Liberé.
I september 1892 besøgte den lederen af den cubanske uafhængighedsbevægelse og nationalhelt José Martí, Cap-Haïtien, Gonaïves og Fort-Liberé, da han var på vej til at tilslutte sig krigen for Cubas uafhængighed